# Христианский пацифизм

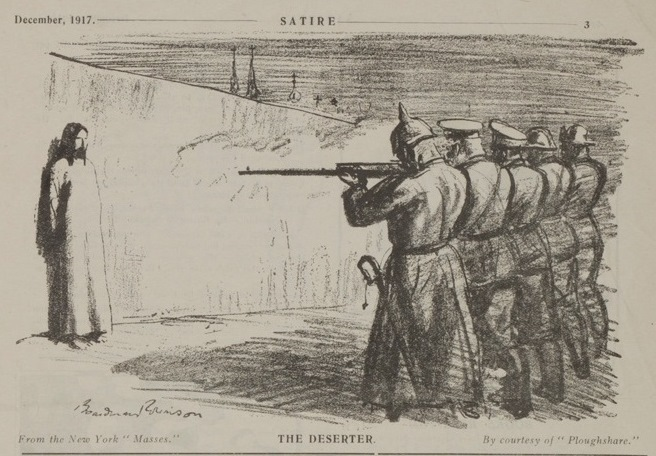
Дезертир (1916), автор Боурдмен Робинсон

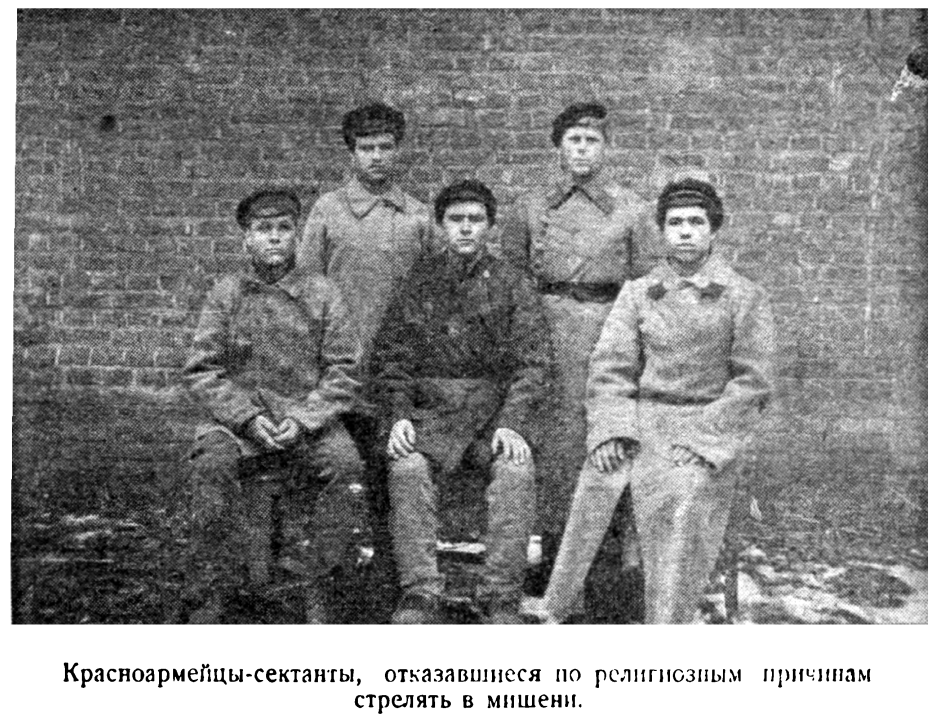
Красноармейцы, отказавшиеся по религиозным убеждениям стрелять по мишеням. Исходя из контекста — евангельские христиане или баптисты

Христиа́нский пацифи́зм (от лат. pacificus — умиротворяющий, от pax — мир и facio — делаю) — мотивированное христианскими убеждениями отрицание войн и насилия как способа разрешения общественных и/или личных конфликтов. Основой для таких взглядов и поведения является признание безусловного характера евангельского принципа «непротивления злу насилием», впервые представленного в «Нагорной проповеди» Иисуса Христа (Новый Завет, Евангелие от Матфея, 5-я глава, ст. 38-39).
Идеи миролюбия и осуждения насилия отчётливо выражены в Новом Завете. «Отцы церкви» (Климент Александрийский, Ориген и другие) считали военную службу неприемлемой для христиан.
После обретения христианством статуса официальной религии Римской империи пацифистские идеи в Церкви постепенно исчезли. Взамен Августин выдвинул доктрину «справедливой войны», получившей официальное одобрение церковной иерархии. В дальнейшем богословие «справедливой войны» было проработано Фомой Аквинским и окончательно оформлено в трудах Франсиско Суареса.
В различное время подобных взглядов придерживались донатисты, вальденсы, катары, францисканцы, лолларды, социниане. Пацифистские идеи озвучивали такие представители Реформации, как Эразм Роттердамский и Себастьян Франк. Позднее в качестве вероучительного догмата пацифизм был принят в ряде протестантских течений: швейцарские братья, чешские братья, гуттерское братство, меннониты, квакеры, гернгутеры, шейкеры, данкеры, амиши, адвентисты седьмого дня. Пацифизма придерживается значительная часть евроазийских евангельских христиан, баптистов, пятидесятников и мессианских евреев.
Пацифизма придерживается ряд религиозных течений, которые не разделяют традиционных церковных догматов: универсалисты, Свидетели Иеговы, духоборы, толстовцы, либеральные христиане (как Альберт Швейцер) и др. В настоящее время как отдельные приверженцы пацифизма, так и целые организации существуют в рамках абсолютного большинства христианских конфессий, включая как традиционные (католицизм и православие), так и протестантские Церкви (англиканство, лютеранство, пресвитерианство, баптизм, методизм и др.).
До начала XX века христианские пацифисты в различных странах часто подвергались преследованиям как со стороны светских властей, так и со стороны религиозных лидеров. Однако в результате катастрофических последствий Первой и особенно Второй мировых войн это движение окрепло. Во многих странах, в том числе и в современной России, за христианскими пацифистами признано право на прохождение альтернативной службы.

## Основания пацифистского богословия вНовом Завете
В качестве текстуальных оснований пацифистского богословия приводят следующие тексты Нового Завета:
- «Вы слышали, что сказано: око за око и зуб за зуб. А Я говорю вам: не противься злому. Но кто ударит тебя в правую щёку твою, обрати к нему и другую» (Мф. 5:38, 39).[5]
- «А Я говорю вам: любите врагов ваших, благословляйте проклинающих вас, благотворите ненавидящим вас и молитесь за обижающих вас и гонящих вас» (Мф. 5:44).[5][2]
- «Блаженны миротворцы, ибо они будут наречены сынами Божьими» (Мф. 5:9).[2]
- «И мир имейте между собою» (Мк. 9:50).
- «Не воздавайте злом за зло или ругательством за ругательство; напротив, благословляйте, зная, что вы к тому призваны, чтобы наследовать благословение. Ибо, кто любит жизнь и хочет видеть добрые дни, тот удерживай язык свой от зла и уста свои от лукавых речей; уклоняйся от зла и делай добро; ищи мира и стремись к нему» (1Пет. 3:9—11).[5]
- «Никому не воздавайте злом за зло, но пекитесь о добром перед всеми человеками. Если возможно с вашей стороны, будьте в мире со всеми людьми. Не мстите за себя, возлюбленные, но дайте место гневу Божию. Ибо написано: Мне отмщение, Я воздам, говорит Господь… Не будь побеждён злом, но побеждай зло добром» (Рим. 12:17—21).[5]
- «Неизвинителен ты, всякий человек, судящий другого, ибо тем же судом, каким судишь другого, осуждаешь себя, потому что, судя другого, делаешь то же» (Рим. 2:1).
- «А Я говорю вам: не противься злому» (Мф. 5:39).
- «Только бы не пострадал кто из вас, как убийца» (1Пет. 4:15).
- «Един Законодатель и Судия, могущий спасти и погубить; а ты кто, который судишь другого?» (Иак. 4:12).
- «Никакой человекоубийца не имеет жизни вечной» (1Ин. 3:15).

и другие.

## Вероисповедные основания пацифистского богословия
В качестве вероисповедных принципов приводят следующие:
- Буквальное понимание заповеди Иисуса Христа о любви к врагам и непротивлении злу силой (Мф. 5:44; Лк. 6:27, 35; Рим. 12:17-21), отменившей собой ветхозаветную заповедь «око за око» (Мф. 5:38-42).[5]
- Отражение безусловной Божьей любви к каждому грешнику (3 Ин. 11; 1 Пет. 2:21-23; 1 Кор. 4:16; Еф. 5:1; Флп. 2:5) и уподобление кроткому образу Иисуса Христа (Мф. 11:29; 2 Кор. 10:1; 2 Тим. 2:25; Тит. 3:2).[5]
- Непревзойденная ценность любой человеческой личности (Мф. 16:26; Ин. 15:13; 1 Ин. 3:16), исключающая возможность христианину выступать в роли тех, кто выносит или исполняет смертные приговоры по отношению к другим людям (Мф. 13:28-30; Ин. 12:47; 1 Пет. 2:21-23; Рим. 12:17-19).[5]
- Миротворческий характер миссии Христа, имеющей как вертикальное (людей с Богом), так и горизонтальное (людей между собой) измерения (Мф. 5:9, 24; Рим. 5:10-11; 2 Кор. 5:18-19; Еф. 2:14-18; Кол. 1:20-22).[5]
- Полное доверие своей жизни Богу перед лицом насилия и принятие страданий и поношения как добровольного акта подражания Господу Иисусу Христу (Мф. 20:22-23; Мк. 8:34; 1 Пет. 2:21; Флп. 1:29; Кол. 1:24).[5]

## Предшественники христианского пацифизма

### Зачатки христианского пацифизма в период Ветхого Завета
Хотя в Ветхом Завете Бог проявлял преимущественно Свою справедливость, а не любовь (отсюда истребление жителей Ханаана за их грехи и допущение закона «око за око»), даже в этот период присутствуют определённые зачатки новозаветного пацифизма. Хотя данная через посредство Моисея заповедь «Не убий» (Исх. 20:13; Втор. 5:17) не относилась к национальным врагам Израиля, тем не менее, с её помощью пресекалось зло, существующее внутри Божьего народа.
Первым пацифистом, отказавшимся от сопротивления посягательствам на его жизнь со стороны его родного брата, был сын Адама, Авель, ставший также и первым мучеником за свои убеждения (Быт. 4:8). Примеры прощения своим обидчикам мы видим в лице Авраама (Быт. 21:25-30), Иакова (Быт. 26:17-22), Исава (Быт. 33:4), Иосифа (Быт. 50:15-21). Не мстил своим провинившимся друзьям и Иов (Иов 42:7-9).
Убийство человека на войне, которая велась по воле Бога, оскверняло культовую чистоту даже рядового иудея: «И пробудьте вне стана семь дней; всякий, убивший человека и прикоснувшийся к убитому, очиститесь в третий день и в седьмой день, вы и пленные ваши» (Числ. 31:19). По этой причине священники и пророки не могли участвовать в войнах (см. Числ. 18:20, 23; Втор. 18:1, 2).
Блестящий образец пацифизма представлен нам в служении пророка Елисея, который не только спас жизнь врагам своего отечества, но и превратил их в его друзей (4 Цар. 6:18-23). Подобно Елисею, и автор книги Притчей заявляет: «Если голоден враг твой, накорми его хлебом; и если он жаждет, напой его водою: ибо, делая сие, ты собираешь горящие угли на голову его, и Господь воздаст тебе» (Притч. 25:21-22).
В книгах Пророков, входящих в состав Ветхого Завета, предсказывается будущее Царствие Небесное, руководимое не человеческими, а божественными принципами, в котором не будет места насилию и убийству. Особенно ярко это прозвучало у Исайи: «Перекуют мечи свои на орала, и копья свои — на серпы; не поднимет народ на народ меча, и не будут более учиться воевать» (Ис. 2:4).
Различие между милитаристскими (если говорить в целом) установками Ветхого Завета и очевидно «пацифистской» по своему содержанию проповеди Иисуса Христа в Новом Завете может быть объяснено с помощью известной богословской теории «прогрессивного (постепенно раскрывающегося) Откровения». Согласно этой теории на протяжении истории человечества Бог передавал людям Свое Откровение постепенно — в той мере, в какой они были способны его воспринять.

### Пацифизм ессеев
Историки сходятся в том, что религиозное движение ессеев, распространенное в Иудее и Египте во II в. до н. э. — II в. н. э., до некоторой степени подготовило почву для восприятия христианства и что между первыми массами последователей Иисуса было много ессеев.
По словам Филона Александрийского: «У них вы не найдёте ремесленника, изготовляющего луки, стрелы, кинжалы, шлемы, панцири, щиты, и вообще никого, делающего оружие, орудия или что бы то ни было, служащее для войны. Нет у них и тех мирных занятий, которые легко ведут ко злу: так, они даже и во сне не знают ни крупной, ни мелкой, ни морской торговли, ибо они отклоняют от себя побуждения к корыстолюбию. У них нет ни одного раба, но все они свободны, взаимно оказывая друг другу услуги».

## Появление христианского пацифизма

### ПериодНового Завета
Впервые пацифистские утверждения встречаются в учении Иисуса Христа: «А Я говорю вам: любите врагов ваших, благословляйте проклинающих вас, благотворите ненавидящим вас и молитесь за обижающих вас и гонящих вас» (Мф. 5:44). Христово «А Я говорю вам…» является не повторением ветхозаветной заповеди «Не убий», а углублением её содержания. Эти же идеи исповедуют апостолы Пётр (1Пет. 2:13—23; 1Пет. 3:9—18) и Павел (Рим. 12:17—21). Каждый последователь Иисуса Христа имеет право возразить нечестивой власти, что и имело место во время суда первосвященников над Ним (Ин. 18:23) и над апостолами: «Должно повиноваться больше Богу, нежели человекам» (Деян. 5:29), но не имеет право выступать против неё с оружием в руках (Мф. 26:52).
Жизнь Иисуса Христа полностью соответствовала Его учению. Когда Пётр попытался защитить Христа в Гефсиманском саду, «говорит ему Иисус: возврати меч твой в его место, ибо все, взявшие меч, мечом погибнут; или думаешь, что Я не могу теперь умолить Отца Моего, и Он представит Мне более, нежели двенадцать легионов Ангелов?»
(Мф. 26:52, 53). Когда Спаситель висел на кресте, то не проклинал Своих обидчиков, но молился о них: «Отче, прости им, ибо не знают, что делают» (Лк. 23:34).
Жизнь апостолов Иисуса Христа также свидетельствуют о том, что все они были пацифистами. Красноречивый тому пример — мученическая смерть Стефана, по примеру Христа, молящегося за своих убийц, а не проклинающего или устрашающего их Божьим судом (Деян. 7:59, 60). Кроме того, царь Ирод Агриппа без каких-либо затруднений и проблем арестовал апостола Иакова и казнил (Деян. 12:2). Никто из первых христиан не воспротивился этому беззаконию. Видя, что это приятно народу, он арестовал и Петра, чтобы казнить и его, но после Пасхи. И снова-таки, мы не видим того, чтобы церковь Христа строила какие-либо планы справедливого воздаяния, но видим её молящуюся в полном уповании на Бога (Деян. 12:5, 12).
Свидетельство Павла о том, что «начальник есть Божий слуга», который «не напрасно носит меч» (Рим. 13:4), не имеет никакого отношения к участию христиан в осуществлении государственных функций, хотя и призывает их покоряться «всякой» власти, включая и злую, в смысле отказа от вооружённой борьбы.

### Ранняя Церковь
Многие христиане первых веков отказывались от военной службы вследствие именно пацифистских взглядов, а не только по причине необходимости на этой службе поклоняться императору и языческим богам. Христианский пацифизм был настолько широко распространён в Ранней Церкви, что такому врагу христианства, как Цельс, казалось, что пацифистами были абсолютно все христиане («Истинное слово», 177—179 гг. н. э.).

#### Отцы Церкви о ненасилии и пацифизме
Пацифистские взгляды можно обнаружить в трудах большинства «отцов Церкви», живших в I—IV веках по Р. Х. Особенно можно выделить следующих из них: Тертуллиана, Ипполита Римского, Иринея Лионского, Климента Александрийского, Оригена, Киприана Карфагенского и Лактанция.
- «Любите ненавидящих вас, и не будет у вас врага» (Учение Двенадцати (Дидахе) (ок. 85), гл. 1).
- «Не старайся сам мстить тем, которые оскорбляют тебя… Будем же подражать Господу, Кто, когда Его поносили, не воздавал тем же; когда Его распинали, Он не отвечал; когда Он страдал, Он не угрожал, но молился о своих врагах» (Игнатий Антиохийский (ок. 110). Послание к ефесянам, гл. 10).
- «Мы, которые исполнены войной, взаимным кровопролитием и всяким злом, изменили своё воинское оружие, наши мечи на орала, а наши копья на орудия по обработке почвы» (Иустин Мученик (ок. 153). Диалог с Трифоном, пар. 110).
- «Мы служим Богу руками, незапятнанными кровью и чистыми от убийств… Мы сотрудничаем в труде отчизны молитвой. Хотя мы не становимся воинами (императора), даже когда он старается силой заставить нас, мы сражаемся за него (и за то, чтобы был мир) молитвой» (Ориген (185—254). Против Цельса).
- «Кто принял власть отдавать приказы убивать, и даже простой солдат, не должны этого делать ни при каких обстоятельствах, даже если они получат приказ. Они не должны браниться. Если они получат в качестве награды венец, они не должны возлагать его себе на голову» (Ипполит Римский (ок. 170 — ок. 235). Каноны Ипполита, канон 13). «Не должно быть христианину в армии, за исключением случая, когда его принуждают взять меч в руки. В таком случае пусть он не берёт на себя греха пролития крови. Но если кровь прольётся, пусть он будет отстранён от таинств, чтоб хотя бы через наказание, слёзы и стенания очиститься» (там же, канон 14). «Оглашаемый или христианин, желающие стать воинами, да будут отвержены, потому что они презрели Бога» (Ипполит Римский. Апостольское предание, гл. 16.9).
- «Мы, составляющие такое множество людей, усвоили из Его заповедей и наставлений то, что не должно воздавать злом за зло, что лучше перенести, нежели нанести обиду, что предпочтительнее свою кровь пролить, нежели чужой запятнать руки и совесть» (Арнобий (305). Против язычников, кн. 1, гл. 6).
- «Кто нибудь скажет здесь: так что же есть благочестие, где оно и каково? Конечно же, оно у тех, кто не приемлет войны, кто хранит со всеми мир, у кого друзьями являются даже враги, кто считает всех людей за братьев, кто умеет сдерживать гнев и усмирять сдержанностью любое душевное негодование» (Лактанций (ок. 304—313). Божественные установления. кн. 5, гл. 10). «Когда Бог запретил убивать, Он не только удерживал нас от разбоя, заниматься которым и общественными законами запрещено, но увещевал также, чтобы мы не совершали и того, что у людей считается дозволенным. Так, праведнику нельзя служить в армии, ибо он служит справедливости, и даже нельзя выносить кому бы то ни было смертный приговор, [то есть нельзя быть судьёй], ибо нет никакой разницы, убиваешь ли ты мечом или словом, поскольку запрещено уже само убийство. Итак, из этого предписания Бога нельзя делать никакого исключения. В самом деле, убивать человека — всегда великое злодеяние, ведь Бог восхотел, чтобы человек был неприкосновенным живым существом» (там же, кн. 5, гл. 20).
- «Благодатию призванные к исповеданию веры, и первый порыв ревности явившие, и отложившие воинские поясы, но потом, аки псы, на свою блевотину возвратившиеся, так что некоторые и сребро употребляли, и посредством даров достигли возстановления в воинский чин: таковые десять лет да припадают в церкви, прося прощения, по трилетном времени слушания писаний в притворе. Во всех же сих надлежит приимати в разсуждение расположение, и образ покаяния. Ибо которые, со страхом, и слезами, и терпением, и благотворениями, обращение являют делом, а не по наружности: тех, по исполнении определённаго времени слушания, прилично будет приимати в общение молитв. Даже позволительно епископу и человеколюбнее нечто о них устроити. А которые равнодушно понесли свое грехопадение, и вид вхождения в церковь возмнили для себя довольным ко обращению: те всецело да исполняют время покаяния» (Правило 12 Первого Вселенского Собора, Никейского).

## Толстовство
Проповедь ненасилия занимала большое место в учении Льва Толстого. Проблема связи христианства и насилия подробно рассмотрена в статье «Закон насилия и любви». Толстой подчеркивает важность искреннего принятия исходных догматов христианства, не искаженных официальными конфессиями, в частности православием. В особенности он обращает внимание на важность неукоснительного соблюдения запрета на убийство и насилие, даже в тех случаях, когда таковые диктуются государственными интересами.

## Критика
Слова Нового Завета, призывающие к миру и отрицающие воздаяние злом за зло, говорят о жертвовании личными интересами, но никак не отрицают обязанность защиты ближних, к которой апеллирует идеология воинской службы. В Библии нигде не осуждается воинская служба как таковая:
- Когда к Иоанну Крестителю среди кающихся приходят воины и спрашивают: «А нам что делать?» — Иоанн отвечает: «Никого не обижайте, не клевещите, и довольствуйтесь своим жалованьем» (Лк. 3:14.) — не осуждая тем самым воинскую службу как таковую.
- Сам Христос хвалит капернаумского сотника (центуриона) за веру, никак не осуждая его занятие (Мф. 8:10, Лк. 7:9), причём иудейские старейшины свидетельствуют о добродетельности этого сотника (Лк. 7:4-5).
- Апостол Петр крестит сотника Корнилия, не требуя от него оставить службу (Деян., глава 10), причём автор книги Деяний свидетельствует о сотнике, что он «благочестивый и боящийся Бога со всем домом своим, творивший много милостыни народу и всегда молившийся Богу». (Деян. 10:2.)

История Церкви знает множество канонизированных святых-воинов, а значит их служба и участие в боевых действиях не стали для них препятствием к святости. В том числе ряд святых прославлены непосредственно за подвиги в защиту земного отечества: свв. блгв. князья Александр Невский и Дмитрий Донской, прпп. Пересвет и Ослябя, св. прав. Феодор Ушаков. А прп. Сергий Радонежский благословляет Дмитрия Донского и его войско перед Куликовской битвой.
Наиболее авторитетные отцы Церкви никогда не запрещали воинскую службу, а также не существует решений Соборов как-либо осуждающих её, за исключением правила 12 Первого Вселенского Собора, Никейского («Благодатию призванные к исповеданию веры, и первый порыв ревности явившие, и отложившие воинские поясы, но потом, аки псы, на свою блевотину возвратившиеся …»). Более того, совершённое в ходе военных действий убийство врага либо рассматривается как непреднамеренное и заслуживающее снисхождения, либо вообще как благо:
- Свт. Афанасий Великий в «Послании к монаху Аммуну» пишет: «Не позволительно убивать; но убивать врагов на войне — и законно, и похвалы достойно».[11]
- Свт. Василий Великий в 13-м правиле пишет в виде совета: «Убиение на брани отцы наши не вменяли за убийство, извиняя, как мнится мне, поборников целомудрия и благочестия. Но может быть добро было бы советовати, чтобы они, как имеющие нечистые руки, три года удержалися от приобщения токмо святых таин».[12] При этом в «Письме к воину» пишет, что «узнал в тебе человека, доказывающего собою, что и в военной жизни можно сохранить совершенство любви к Богу и что христианин должен отличаться не покроем платья, но душевным расположением».[13]
- Блаженный Августин «О Граде Божием», книга 1, глава 21: «Впрочем, тот же самый божественный авторитет допускает и некоторые исключения из запрета убивать человека. Но это относится к тем случаям, когда повелевает убивать сам Бог, или через закон, или же особым относительно того или иного лица распоряжением. В этом случае не тот убивает, кто обязан служить повелевшему, как и меч служит орудием тому, кто им пользуется. И поэтому заповеди „не убивай“ отнюдь не преступают те, которые ведут войны по велению Божию или, будучи в силу Его законов, то есть в силу самого разумного и справедливого распоряжения, представителями общественной власти, наказывают злодеев смертью».[14]
- Свт. Филарет (Дроздов) в «Пространном катехизисе» пишет: «Не всякое лишение жизни есть законопреступление. Не является беззаконным убийством: когда преступника наказывают смертью по правосудию; когда убивают неприятеля на войне за Государя и Отечество».[15]